# 2034
2034 (MMXXXIV) bude běžný rok, který začne v neděli 1. ledna v gregoriánském kalendáři. Bude to 34. rok 3. tisíciletí, 34. rok 21. století. V arménském kalendáři nastane rok 1483, v hebrejském kalendáři nastane přelom roků 5794–5795 a v japonském kalendáři Heisei 46.

## Očekávané události
- 20. března – Z území Česka bude pozorovatelné částečné zatmění Slunce.[1][2]
- 3. dubna – zatmění Měsíce[3]
- 12. září – prstencové zatmění Slunce[1]
- 28. září – částečné zatmění Měsíce[4]
- 25. listopadu – superměsíc[5]

### Neznámé datum
- Švýcarsko uzavře poslední jadernou elektrárnu.[6]
- Sociální zabezpečení ve Spojených státech může dosáhnout platební neschopnosti.[7][8]
- 25. mistrovství světa ve fotbale